# Ґарі Джеймс Полсен
Ґарі Джеймс Полсен (17 травня 1939, Міннеаполіс, штат Міннесота — 13 жовтня 2021, Тулероза, штат Нью-Мексико, США) — американський письменник, найбільш відомий підлітковими історіями про дику природу. Автор понад 200 книг, написав більше ніж 200 статей для журналів і оповідань, автор кількох підліткових п'єс. 1997 року отримав премію Маргарет Едвардс від Американської бібліотечної асоціації за життєвий внесок у написання для підлітків.

## Дитинство та юність
Ґарі Полсен народився 17 травня 1939 року в Міннеаполісі, штат Міннесота, США, у родині Оскара Полсена і Юніс Полсен (Моен). Батько Ґарі був офіцером, тож згодом після народження сина пішов, щоб приєднатися до штабу генерала Паттона. Наступного разу свого батька хлопець бачив у віці 7 років. Разом з матір'ю жив у Тіф-Рівер-Фоллз, штат Міннесота. Коли хлопчику було 4 роки, мати забрала його до Чикаго. Перед закінченням Другої світової війни вона відправила його жити на ферму до родичів.
Кілька автобіографічних творів автора присвячені ранньому дитинству, наприклад у книзі «Східне сонце, зимовий місяць: автобіографічна Одіссея» описано фрагменти з життя в Чикаго, травматичні події з дитинства та навіть романи своєї матері. Коли Ґарі було 7, батько попросив його і матір приєднатися до нього у Філіппінах, де саме перебував чоловік, тож частина цих подорожей також відобразилася на сторінках книги автора. Крім цього, можемо прочитати детальні описи життя хлопчика за часів Другої світової війни та постійних подорожей. Д. Кемпбелл про цю книгу пише так: «Ви серед людей, які не вміють читати приємне, якщо речення відразу сковують? Тримайтесь, хлопці».
Коли йому виповнилося 5 років, мати Полсена посадила його в потяг, одного, без нічого, крім 5-доларової купюри та валізи, і відправила жити до тітки та дядька на їхню ферму в Північній Міннесоті. Там він навчився ловити і готувати рибу на багатті, а також використовувати дим, щоб відганяти комарів вночі — навички, які герої його пізніших романів використовували, щоб вижити.
У мемуарах Gone To The Woods, які вийшли на початку 2021 року, Полсен писав про важке дитинство. Його батько воював у Другій світовій війні, мати зловживала алкоголем. Вона водила малого Ґарі до барів і змушувала співати в солдатському вбранні. У віці 11-12 років почав тікати з дому до лісу, саме тому мотив виживання у дикій природі пронизує майже всі твори автора.
Життя Ґарі змінилося, коли йому було 14. Одного зимового вечора хлопець забіг погрітися до місцевої бібліотеки, де йому запропонували оформити особисту карту та порекомендували книги для прочитання. Отримавши першу книжку з бібліотеки, він пішов у підвал й читав її без зупинки. Потім він прочитав ще кілька книг у підвалі свого будинку.
Щоденні сварки батьків, а іноді й серйозні конфлікти, надто засмучували Ґарі і в 14 років він втік працювати на ферму цукрових буряків.
Згодом він повернувся додому й навчався в середній школі у Тіф-Рівер-Фоллс. Не затримувався в одному навчальному закладі більше 5 місяців, тому, щоб закінчити школу вчасно, змушений був самотужки опановувати програму 9 та 10 класу. 1957 року закінчив школу із середньою оцінкою D.
Ґарі Полсен вів авантюрне життя протягом своєї молодості, потім пішов в армію і через 3 роки, у травні 1962, був звільнений. Випробував себе в різних роботах: на фермах, у будівельній компанії, на ранчо, працював водієм вантажівки, проходив курси електричної інженерії, був моряком і двічі змагався в Iditarods. За одним зі свідчень, він допомагав писати діалоги для фільмів і телебачення в Голлівуді, перш ніж 1966 року переїхав до хижини в Міннесоті і почав писати книги.

## Кар'єра
Після надання послуг в аерокосмічній компанії він зрозумів, що хоче стати письменником, і залишив службу. Почав працювати редактором-коректором у видавництві. У цей час і починає писати. Потім він переїхав до Міннесоти і до кінця літа завершив свій перший роман. У 1967 році дебютна книга «Деякі птахи не літають» з'явилася в книжкових кіосках. Протягом семи місяців він написав і опублікував свою другу книгу «Містер Такет». Його три романи «Сокира» (1987), «Зимова кімната» (1989) та «Собача пісня» (1985) дуже відомі серед молодого покоління по всьому світу, а також отримали почесну книжкову медаль Ньюбері.
Пізніше, коли він приплив на Фіджі, працював трапером, їздив від Ель-Пасо до Фербенкса, Аляска, і тричі їздив на Iditarod, фінішувавши 41-м як новачок у 1983 році. Забіг на 1000 миль зайняв у нього 17 з половиною днів. Ця подія надихнула його на написання мемуарів «Зимові танці» (1994), які були адаптовані у фільмі Дісней «Снігові пси» (2002).

Хоча Полсен був найбільш відомий завдяки книгам, дія яких розгортається на далекій півночі, він також писав романи, такі як «Найтджон» (1993) про поневолену афроамериканку, яка порушує правила, навчившись читати, «Містер Такет» (1969), перший із п'ятитомної вестерн-серії про хлопчика, захопленого корінними американцями на Орегонській стежці, та «Автомобіль» (1993), де йдеться про 14-річного хлопця, який подружився з парою ветеранів В'єтнаму після того, як його покинули батьки.
Я розповідаю історії, — ділився Полсен у New York Times в 2006 році. — Я одягаю криваві шкури на спину, танцюю навколо багаття й розповідаю, яким було полювання. Це не ерудовано; це не інтелектуально. Я плаваю на човнах, бігаю на собаках, катаюся на конях, граю в професійний покер і розповідаю історії про те, що я пережив. І я все ще романтик, я все ще хочу, щоб Бембі вибрався з вогню.— 

## Особисте життя
Працюючи в аерокосмічній компанії, Ґарі Полсен одружився і в нього народилося двоє синів: Ленс та Лінн. Але шлюб закінчився розлученням. Чоловікові на той час було 26. Про другу дружину не відомо нічого. У 1971 році він втретє одружився з Рут Райт, художницею, яка проілюструвала кілька його книг. Мав сина від третього шлюбу — Джима. Останні роки Ґарі Полсен та його дружина Рут Райт Полсен жили у Нью-Мексико.

## Смерть
Видання Random House Children's Books оголосило, що Полсен «раптово» помер у середу, але не надав більше подробиць. Літературний агент Дженніфер Фланнері розповіла Associated Press, що він помер від зупинки серця у своєму будинку в Нью-Мексико, де він жив зі своєю третьою дружиною Рут Райт Полсен.
У Ґарі Полсена залишилися дружина і син, а також один останній роман. «Northwind», історична пригода про битву молодої людини за те, щоб вижити, незважаючи на всі шанси, була опублікована в січні 2022 року.

### Сага Браяна
- «Сокира» (1987)
- «Річка» («Сокира: повернення») (1991)
- «Зима Браяна» («Сокира: зима») (1996)
- «Повернення Браяна» («Сокира: поклик») (1999)
- «Полювання Браяна» (2003)

### Сага містера Такета
- «Містер Такет» (1969)
- «Поклич мене, Френсіс Такет» (1995)
- «Поїздка Такета» (1997)
- «Золото Такета» (1999)
- «Дім Такета» (2000)

### Інші романи
- «Деякі птахи не літають» (1968)
- «Собача пісня» (1985)
- «Зимова кімната» (1989)
- «Автомобіль» (1994)

Писав також документальну літературу.